# Digoniopterys
Digoniopterys es un género monotípico de plantas con flores  perteneciente a la familia Malpighiaceae. Su única especie: Digoniopterys microphylla Arènes, es originaria de Madagascar.

## Distribución y hábitat
Es un arbusto que habita las regiones subáridas de Madagascar en la Provincia de Toliara, en alturas de 0 a 500 metros.

## Taxonomía
Digoniopterys microphylla fue descrita por Jean Arènes  y publicado en Notulae Systematicae. Herbier du Museum de Paris  12: 133 - 134, en el año 1946.